# Manaquí de coroneta blava
El manaquí de coroneta blava (Lepidothrix coronata) és un ocell de la família dels píprids (Pipridae).

## Hàbitat i distribució
Habita la selva pluvial, densa vegetació secundària i boscos de les terres baixes al sud-oest i sud-est de Costa Rica, Panamà, oest i nord de Colòmbia i nord-oest de l'Equador, a les terres baixes, des del sud-est de Colòmbia i sud de Veneçuela, cap al sud, a través de l'est de l'Equador fins al centre del Perú i l'extrem oest del Brasil amazònic. Centre de Perú, nord de Bolívia i oest amazònic del Brasil.